# Reneé Rapp
Reneé Jane Rapp (* 10. Januar 2000 in Huntersville, North Carolina) ist eine US-amerikanische Sängerin, Songschreiberin und Schauspielerin. Rapp wurde durch ihre Rolle als Regina George in dem Broadway-Musical Mean Girls (2019–2020) bekannt. Sie spielte die Rolle erneut in dem Film Mean Girls – Der Girls Club (2024) und trug auch zu dessen Soundtrack bei. Rapp hat auch in der Max-Comedy-Serie The Sex Lives of College Girls (ab 2021) mitgespielt.
Rapp veröffentlichte ihre Debüt-EP Everything to Everyone im Jahr 2022, auf die 2023 ihr komplettes Studioalbum Snow Angel folgte.

## Leben und Karriere
Rapp besuchte zwei Jahre lang die Hopewell High School in Huntersville, North Carolina, wo sie im Theaterprogramm auftrat und im Damengolfteam spielte, bevor sie auf die Northwest School of the Arts wechselte.
Am 28. Mai 2019 wurde bekannt gegeben, dass Rapp die Rolle der Regina George in dem für den Tony Award nominierten Broadway-Musical Mean Girls, dass auf dem Film Girls Club – Vorsicht bissig! basiert, übernehmen würde, zunächst für eine begrenzte Laufzeit vom 7. bis 26. Juni, dann dauerhaft ab dem 10. September 2019. Die Produktion wurde am 12. März 2020 geschlossen.
Am 14. Oktober 2020 wurde Rapp als Leighton Murray gecastet, eine der vier Hauptrollen in Mindy Kalings Max-Teenie-Comedy-Serie The Sex Lives of College Girls.
Am 14. November 2022 kündigte Rapp ihre erste Tournee an; „Everything to Everyone: The First Shows.“ Es gab vier Tourdaten in den Vereinigten Staaten, in Los Angeles, Manhattan, Boston und Atlanta. Aufgrund der hohen Ticketnachfrage wurde ein neuer Termin in Brooklyn sowie zusätzliche Shows in Los Angeles und Manhattan und ein erweiterter Veranstaltungsort in Atlanta hinzugefügt. Rapps ausverkaufte US-Tournee dauerte vom 6. bis 18. Dezember 2022 und umfasste insgesamt 8 Shows.
Am 9. Dezember 2022 wurde bekannt gegeben, dass Rapp ihre Rolle als Regina George in der Verfilmung von Mean Girls wieder aufnehmen würde.
Am 12. Januar 2023 kündigte Rapp ihren ersten internationalen Auftritt mit ihrer Debüt-EP Everything to Everyone an. Ihr Debüt-Studioalbum Snow Angel wurde am 18. August 2023 veröffentlicht.
In einem Interview im Oktober 2023 erklärte Rapp, dass sie nach der Veröffentlichung von Mean Girls – Der Girls Club nicht zur Schauspielerei zurückkehren wolle, da sie sich auf ihre Musikkarriere konzentrieren wolle und das Umfeld ihr Angst gemacht habe.
Am 20. Januar 2024 trat Rapp in der Comedy- und Varieté-Serie Saturday Night Live auf, wo sie Snow Angel und Not My Fault (Featuring Megan Thee Stallion) sang. Die Folge wurde von Jacob Elordi moderiert, und Rapps Mean-Girls-Vorgängerin Rachel McAdams stellte ihr Set vor. Rapp trat auch in einem der Sketche als „kleine lesbische Praktikantin Reneé“ auf.

## Privates
Reneé Rapp outete sich 2024 als lesbisch. Im März 2024 machten Rapp und Musikerin Towa Bird auf der Vanity-Fair-Oscar-Party ihre Beziehung öffentlich. Rapp wurde mit ADHS diagnostiziert.

## Filmografie
- seit 2021: The Sex Lives of College Girls
- 2024: Mean Girls – Der Girls Club
- 2024: Saturday Night Live

## Diskografie
Alben
- 2023: Snow Angel
- 2024: Mean Girls (Music from the Motion Picture)
- 2025: Bite Me

EPs
- 2022: Everything to Everyone

Singles
- 2022: Tatoos
- 2023: Not My Fault (mit Megan Thee Stallion)
- 2025: Leave Me Alone

## Auszeichnungen für Musikverkäufe
| Goldene Schallplatte - Kanada - 2025: für das Lied Too Well - 2025: für die Single Not My Fault |

Anmerkung: Auszeichnungen in Ländern aus den Charttabellen bzw. Chartboxen sind in ebendiesen zu finden.
| Land/RegionAuszeichnungen für Musikverkäufe (Land/Region, Auszeichnungen, Verkäufe, Quellen) | Silber  | Gold     | Platin | Verkäufe | Quellen         |
| -------------------------------------------------------------------------------------------- | ------- | -------- | ------ | -------- | --------------- |
| Kanada (MC)                                                                                  | —       | 2× Gold2 | —      | 80.000   | musiccanada.com |
| Vereinigtes Königreich (BPI)                                                                 | Silber1 | —        | —      | 60.000   | bpi.co.uk       |
| Insgesamt                                                                                    | Silber1 | 2× Gold2 | —      |          |                 |